# GB B4ü 501–511
Die Reisezugwagen der 2. Klasse mit Drehgestellen der Gattung B4ü und den Nummer 501–511 wurden bei der Gotthardbahn-Gesellschaft (GB) zwischen 1897 und 1907 in Dienst gestellt.

## Geschichte
Passend zu den 1896 angeschafften Ganzstahl-Reisezugwagen der 1. Klasse stellte die GB 1897 fünf Wagen der 2. Klasse in Dienst. Gebaut wurden diese ebenfalls bei der Wagenbauanstalt Van der Zypen & Charlier in Mülheim am Rhein. Sie besassen geschlossene Plattformen, Faltenbalg-Übergänge und Wiegen-Drehgestelle. Auffallend war die luxuriöse Innenausstattung mit dreiteiligen Aussichtsfenstern, Klapptischen und elektrischer Beleuchtung. Anfangs erhielten die Wagen austauschbare Akkumulatoren, ab 1904 wurden Generatoren mit Reglern verwendet.
Die Wagen wurden im Gotthard-Express eingesetzt und waren daher, im Gegensatz zu den grünen zweiachsigen Personenwagen, dunkelblau lackiert. Das blau wurde von der Compagnie Internationale des Wagons-Lits übernommen, um die hohe Qualität der Wagen bzw. des ganzen Zuges anzuzeigen. In der Mitte der Längsseiten wurden in goldener Farbe die kunstvoll ausgeführten Initialen «GB» angebracht.
1907 entstanden sechs weitere Exemplare bei der Schweizerischen Industrie-Gesellschaft (SIG). Außer einer Erhöhung der Platzzahl von 48 auf nun 64 waren die Wagen identisch.
1909 bei der Verstaatlichung der GB übernahmen die Schweizerischen Bundesbahnen (SBB) die Wagen, die jetzt die Nummern 3980–3990 und die bei den SBB übliche grüne Lackierung erhielten. Wie lange die Wagen im Einsatz waren, ist nicht genau bekannt.